# کروشدول پرنگاوور
کروشدول پرنگاوور (به صربی: Krušedol Prnjavor) یک منطقهٔ مسکونی در صربستان است که در Irig municipality واقع شده‌است. کروشدول پرنگاوور ۲۷۷ نفر جمعیت دارد.